# Stora Dammtjärnen, Västergötland
Stora Dammtjärnen är en sjö i Härryda kommun i Västergötland och ingår i Göta älvs huvudavrinningsområde. Sjön är 4,2 meter djup, har en yta på 0,07 kvadratkilometer och befinner sig 76 meter över havet.